# Arild Huitfeldt

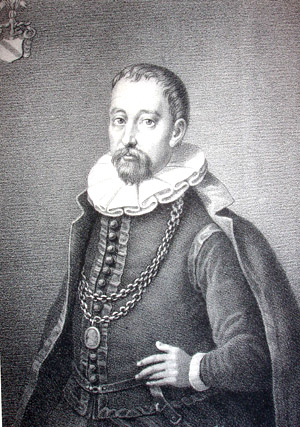
Arild Huitfeldt.

Arild Huitfeldt (Arvid) (11 de setembro de 1546 – 16 de dezembro de 1609), foi um historiador dinamarquês e oficial de Estado, conhecido por seu vernáculo Crônica da Dinamarca.